# Hans-Werner Springorum

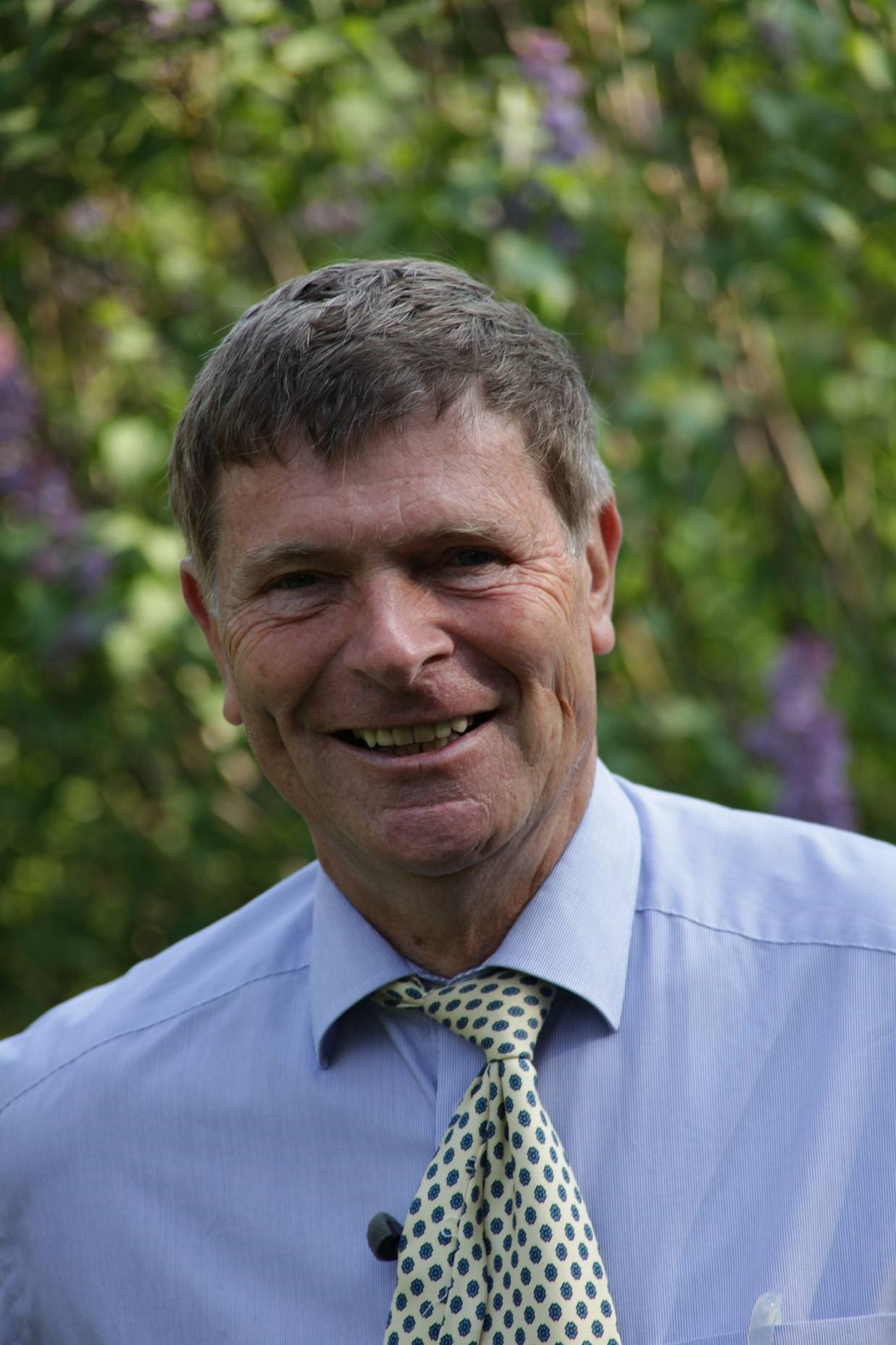
Hans-Werner Springorum (2014)

Hans-Werner Springorum (* 3. Februar 1944 in Halberstadt) ist ein deutscher Orthopäde und Chirurg.

## Leben
Als Sohn eines Gelsenkirchener Chirurgen und einer Sportlehrerin besuchte Springorum das Schalker Gymnasium. Nach dem Abitur studierte er ab 1963 Medizin an der Philipps-Universität Marburg. 1964 renoncierte er bei Teutonia Marburg, dem Corps seines Vaters. Nachdem er 1969 das Staatsexamen gemacht hatte, wurde er in Marburg 1970 mit Dissertation Tierexperimentelle Untersuchungen über die Gewebslipide nach parenteraler Infusion künstlicher Fettemulsionen bei metabolischen Störungen des Säure-Basen-Gleichgewichts zum Dr. med. promoviert. Im selben Jahr begann er die chirurgische Ausbildung an der Albert-Ludwigs-Universität Freiburg. Dort wurde er Facharzt für Chirurgie (1975) und Plastische Chirurgie (1977). 1977 wechselte er zur Stiftung Orthopädische Universitätsklinik Heidelberg unter Horst Cotta. Dort erwarb er noch die Zusatzbezeichnung Unfallchirurgie (1979). Seit 1979 mit der Arbeit Tierexperimentelle Untersuchung der Knochenregeneration nach Kollagenimplantation in standardisierten Knochendefekten an der Ratte, am Kaninchen, an wachsenden und ausgewachsenen Hunden und am Affen in Heidelberg habilitiert und seit 1980 auch Facharzt für Orthopädie, wurde er 1982 Oberarzt. Noch als Privatdozent wurde er 1984 zum Chefarzt der Orthopädischen Abteilung im Caritaskrankenhaus Bad Mergentheim gewählt. 1986 ernannte ihn die Heidelberger Universität zum  apl. Professor. Nachdem er 1983 ein Reisestipendium der Deutschen Gesellschaft für Orthopädie und Traumatologie erhalten hatte, initiierte er die Arbeitsgemeinschaft Austrian-Swiss-German Fellows. Springorum ist Vorsitzender des Altherrenvereins seines Kösener Corps. Mit seiner Frau Lotte hat er zwei Töchter und zwei Söhne.

## Ehrungen
- Corresponding Fellow der Scoliosis Research Society (1993)
- Ehrenmitglied der Österreichischen Gesellschaft für Orthopädie und Orthopädische Chirurgie (1997)
- Ehrendoktor der Nationalen Oles-Hontschar-Universität Dnipropetrowsk (1999)
- Korrespondierendes Mitglied der Schweizerischen Gesellschaft für Orthopädie (1999)
- Korrespondierendes Mitglied der Argentinischen Gesellschaft für Orthopädie (2000)
- 36. Ehrenmitglied der Teutonia Marburg (2015)
- Bundesverdienstkreuz am Bande (2018)